# 聖誕鏢鱸
聖誕鏢鱸（学名：Etheostoma hopkinsi）為河鱸科鏢鱸屬的一種，分布於美國南卡羅來納州及喬治亞州的萨凡纳河、奥吉奇河及奥尔塔马霍河流域，體長可達6.6公分，是一條小巧色彩鮮豔的魚，側面有黑色，紅色和綠色的條紋，而綠色和紅色與聖誕節相關聯因而命名。常棲息在岩石底質的溪流，屬肉食性，以水生昆蟲為食。